# DCMサンワ
DCMサンワ（ディーシーエムサンワ）は、かつてDCMホールディングス傘下のDCM株式会社が、北海道・東北地方（青森県・秋田県）で展開していたホームセンターの店舗ブランド。
また、DCMサンワ株式会社（英: DCM SANWA CO.,LTD.）は、2021年2月28日までこれを運営していた企業。

## 概要

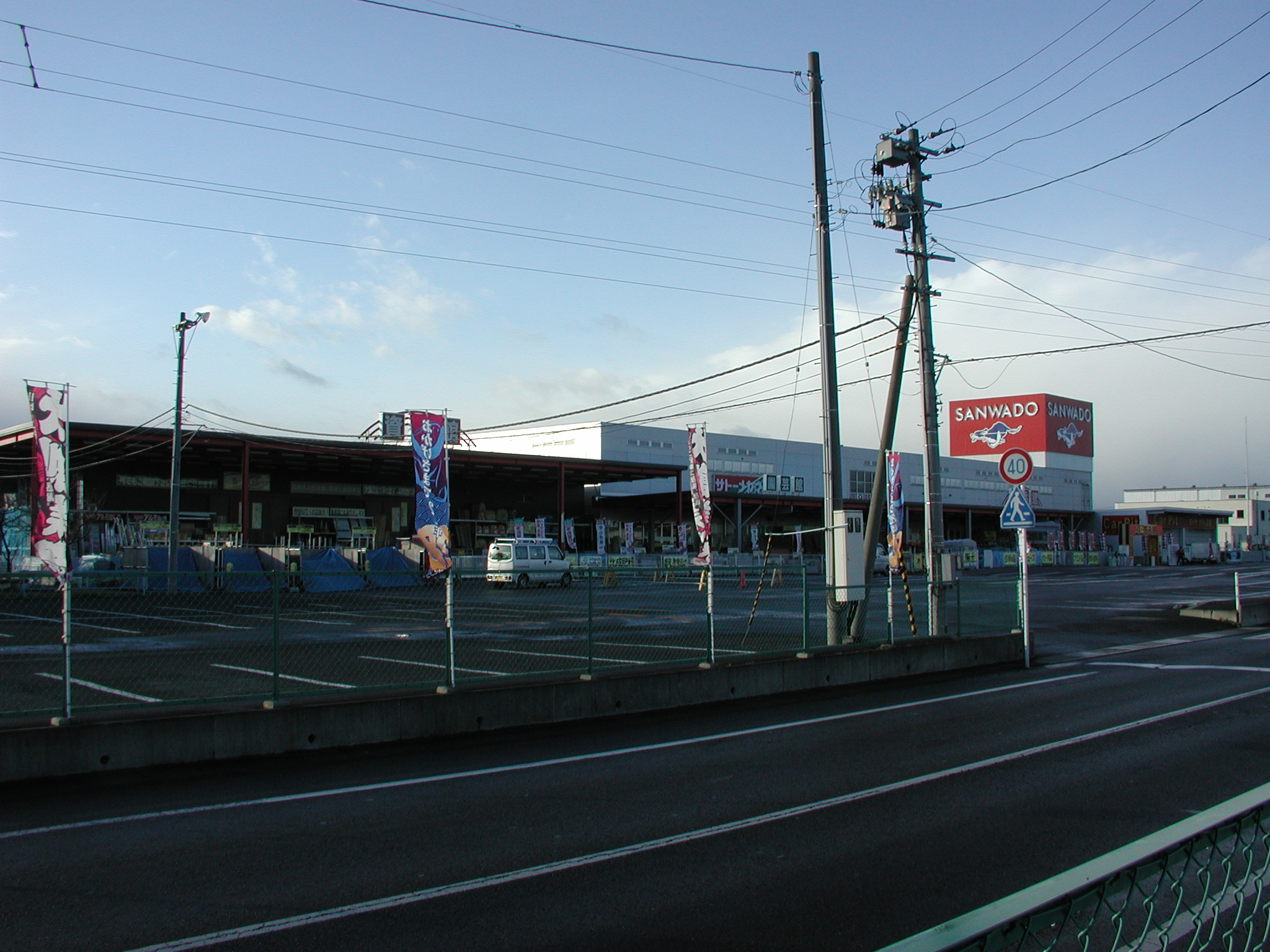
サンワドーの店舗例。八食店（青森県八戸市、2008年12月）
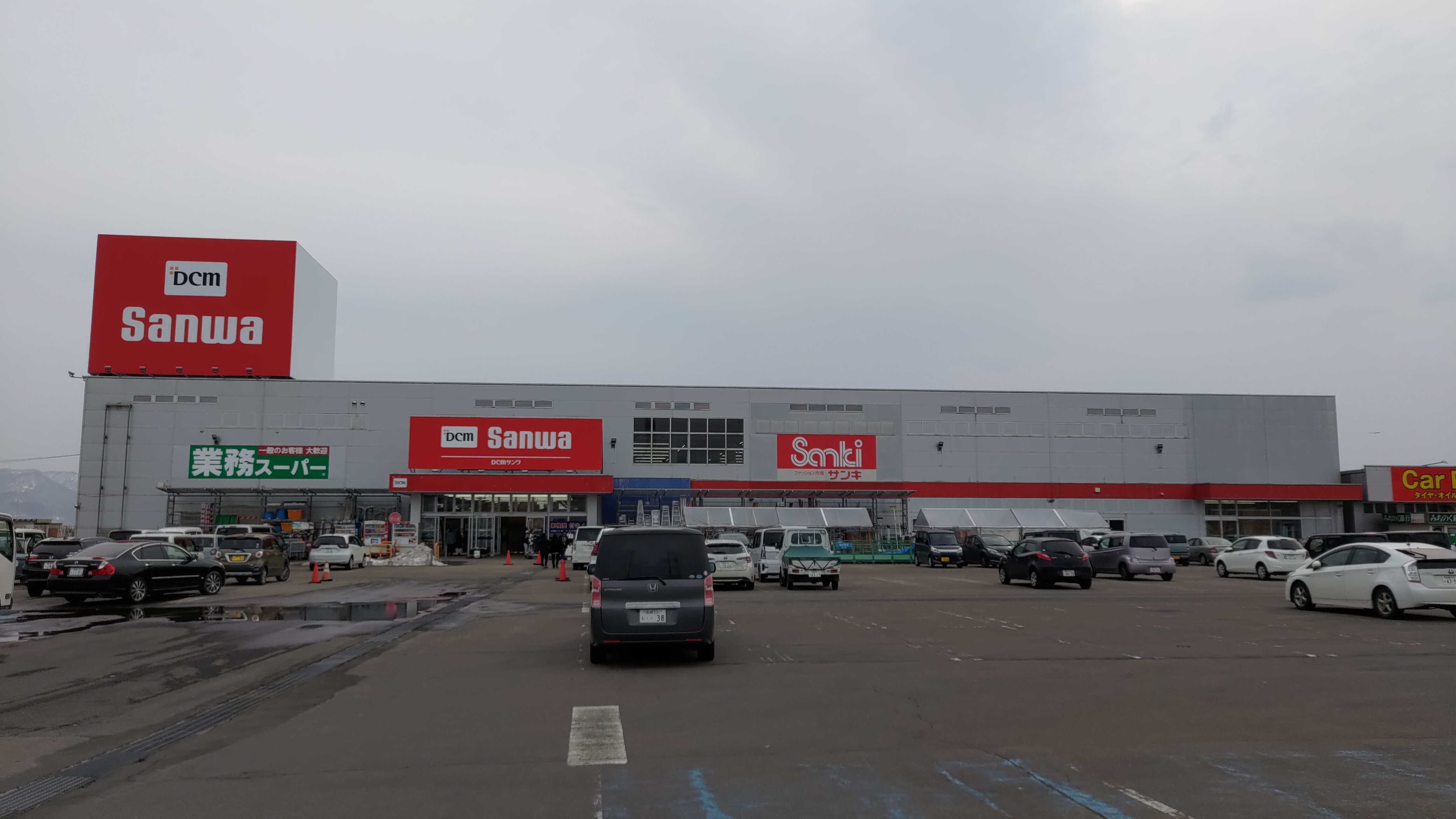
DCMサンワの店舗例。上磯店（北海道北斗市、2023年3月）

社名は顧客・取引先・社員の三つの「和」を大事にするとの思いを込めたもので、またサンワドー時代まで使われていた走る犬のロゴマークは戌年生まれである創業者の中村勝弘の愛犬をモチーフとしている。なお、犬のロゴマークはDCM傘下となってからのDCMサンワでは使用されず、創業家の運営する三和堂のホームページなどで使用されている。
当初は青森県内のみで店舗を展開していて、店名も「Do Shop Sanwa」（略称：サンワ）だったが、1994年4月に北海道に店舗展開したのをきっかけに店名・社名を「サンワドー」に改めた（それまでの会社名は三和堂だった）。北海道第1号店は川沿店（札幌市南区）であったが、近隣の石黒ホーマ（当時）の存在もありオープンから2年少々で閉店した。BOM (カメラのキタムラ) (2004年2月閉店) を経て現在はブックオフ川沿店。
2015年、DCMホールディングス傘下入りを受け店名・社名を「DCMサンワ」に改めた。その際、「Sanwa」のロゴは「サンワドー」へ屋号変更する前の「Do Shop Sanwa」や「スーパーホームセンター ザ・サンワ」で使用されていたものを採用した。
2021年3月1日付でDCMサンワ株式会社を含む事業会社5社が統合（DCM株式会社へ改組）。なお、展開していた業務スーパー事業はDCM株式会社への統合よりも前に事業を分離している。
2022年3月、DCMホールディングスは2年をかけて「DCMサンワ」や「DCMホーマック」などの店名等を「DCM」に統一することを発表し「サンワ」の名称は消滅することになった。

## 沿革
- 1966年（昭和41年） - 三和部品商会として創業[1]。
- 1972年（昭和47年）8月 - 有限会社三和部品を設立[5]。
- 1976年（昭和51年）7月 - ホームセンター事業に参入。青森市石江に1号店をオープン。
- 1981年（昭和56年）2月 - 函館市のホームセンター・ニューウェイの営業権を取得[5]。
- 1988年（昭和63年）
  - 6月1日 - 有限会社三和部品の法人組織、商号を変更して株式会社三和堂とする[5]。
  - 11月 - 初の第一種大型小売店舗「ドウショップサンワ青森中央店」を青森市大字浜田に新築移転[5]。
- 1991年（平成3年）
  - 2月 - 株式会社ポイントを吸収合併[5]。
  - 12月 - 北海道内にホームセンターを13店舗展開している「株式会社松崎」と業務提携[5]。  
    - 「株式会社ローヤル」とカー用品専門店「イエローハット」のフランチャイズ契約を結ぶ。
- 1992年（平成4年）
  - 2月 - 株式会社松田電気商会と合併、松田電気商会を存続会社とし商号を株式会社三和堂に変更[5]。
  - 6月 - 松崎から分社化された・ホームセンターマツザキの全株式を取得、松崎のホームセンター事業を譲り受ける[5]。
- 1993年（平成5年）2月 - ホームセンターマツザキ、三和堂、ニューウェイの3社が合併しホームセンターマツザキを存続会社に商号を三和堂とする[5]。
- 1994年（平成6年）4月 - 商号を株式会社三和堂から株式会社サンワドーに変更しホームセンター店舗のブランド名を「サンワドー」に統一[5]。同時に札幌川沿店をオープンさせ、北海道に進出。
- 1995年（平成7年）2月 - 日本証券業協会に株式を店頭登録[5]、青森県で初の店頭公開企業となる。
- 1996年（平成8年） - 三和部品株式会社を設立し、株式会社サンワドーから自動車部品卸売事業を譲受。
- 2002年（平成14年） - 株式会社アップガレージとフランチャイズ契約を結び「アップガレージ青森店」をオープン。
- 2003年（平成15年）
  - 7月 - 神戸物産と業務スーパーのエリアライセンス契約を結ぶ[5]。
  - 9月 - 青森南店を業務用食品専門店「業務スーパー」に業態変更し、名称を業務スーパー青森本店と変更[5]。
- 2004年（平成16年）
  - 7月 - 柏店（青森県つがる市）を、スーパーホームセンター“ザ・サンワ柏店”としてリニューアル[5]。
  - 12月 - 日本証券業協会店頭登録を取り消し、JASDAQ証券取引所に株式上場[5]。
- 2006年（平成18年）12月 - 弘前桶の口店（青森県弘前市）にスーパーホームセンター"ザ・サンワ弘前樋の口店"としてオープン。
- 2012年（平成24年）11月 - 同社と家電販売でフランチャイズ契約を結んでいたセキドが家電販売から撤退したため、上新電機と新たに家電販売のフランチャイズ契約を結ぶ[5]。
- 2015年（平成27年）
  - 6月26日 - 上場廃止。
  - 7月 - 株式交換によりDCMホールディングスの子会社となり、商号をDCMサンワ株式会社に変更[6][7]。
- 2016年（平成28年）5月 - サンワドー新発寒店を閉店させ、店舗から北海道統括事務所に変更。
- 2018年（平成30年）10月 - 三和部品株式会社の全事業を株式会社三和堂（1999年10月設立）に譲渡し、三和部品株式会社は解散。
- 2020年（令和2年）12月1日 - 
  - DCMサンワ株式会社が運営していた業務スーパーの運営を株式会社三和物産（2020年3月設立）に移管[8]。
  - DCMサンワ株式会社が運営していたアップガレージの運営を株式会社do sanwa（2020年10月設立）に移管。
  - DCMサンワ株式会社が所有していた株式会社青森イエローハット（青森県内のイエローハット店舗のフランチャイザー）の株式を株式会社三和堂へ譲渡。
- 2021年（令和3年）3月1日 - DCMサンワ株式会社はDCM分割準備株式会社に吸収合併され解散。同社はDCM株式会社に社名変更。
- 2022年（令和4年）
  - 3月1日 - DCM株式会社の運営する店舗の名称を「DCM」に統一し、2年間かけて順次既存店舗の屋号変更を行うことを発表[3][4]。
  - 9月1日 - 全店の屋号をDCMへ統一。なお、この時点では名称上のみの統一のみで、3月1日の発表の通り看板やサインなどに使用するロゴマークは約2年かけて変更された。

## 事業展開

### 展開していた事業
- Do Shop Sanwa → サンワドー → DCMサンワ - ホームセンター。
  - スーパーホームセンター ザ・サンワ - 大型ホームセンター。柏店と弘前樋の口店のみの展開だったが、DCM傘下となってからは上記の「DCMサンワ」に屋号が変更されている。
  - ドリームサンワドー - 1990年代後半に展開されていた大型店舗で用いられていた屋号。八食店と上磯店がこの屋号で運営されていたが、2000年代には上記の「サンワドー」に屋号が変更されている。
- 三和部品 - 自動車部品卸売。1996年に当時関連会社だった三和部品に事業譲渡。

以下の事業は一部を除いて上記のホームセンター店内にインショップ形式で展開していた。
- AUTO HOUSE CAL - サンワドー独自のカー用品店。
- ブランドシティBAL - ブランド販売店。
- でんきのセキド - セキドとフランチャイズ契約を結び、家電販売を行っていた。セキドが家電量販業から撤退することに伴い、2012年11月でフランチャイズ契約を終了。
- Joshin - セキドとのフランチャイズ契約終了に伴い、新たに上新電機とフランチャイズ契約を結んだが、青森市の『ジョーシンサンワドー青森中央店』のみの展開で、それ以外の店舗ではサンワドー本体で家電販売を行っていた。2016年1月末で『ジョーシンサンワドー青森中央店』が閉店し、フランチャイズ契約を解消。
- 業務スーパー - 神戸物産と2003年にフランチャイズ契約を結び、業務用の食料品を中心に販売する。2020年12月1日に三和物産が運営を引き継ぐため、DCMサンワと業務スーパーで決済手段などサービスが変更となったほか、この日以降はDCMサンワ（DCM）と業務スーパーで別会計となった。
- アップガレージ - アップガレージと2002年にフランチャイズ契約を結び、中古自動車用品を中心に販売する。2020年12月1日にdo sanwaが運営を引き継いだ。

## 店舗

### DCMに継承された店舗
出典：

#### 北海道
- 北広島店 - 北広島市中央3丁目1番地3

- 砂川店 - 砂川市空知太西4条7丁目327番地1

- 深川店 - 深川市北光町3丁目6－1
- 登別店 - 登別市富岸町1丁目1番地
- 上磯店 - 北斗市七重浜7丁目12-1

#### 青森県
- 青森中央1号館 - 青森市緑3丁目11番地3
- 青森中央2号館 - 青森市青葉3丁目5番地6
- 青森東バイパス店 - 青森市けやき1丁目1-6
- 弘前堅田店 - 弘前市大字堅田字神田378番1
2022年1月23日閉店[10]。
- 弘前城東店 - 弘前市大字高田3丁目1番地1
- 黒石店 - 黒石市大字追子野木3丁目272番地4
- 柏店 - つがる市柏上古川房田145-1
- 弘前樋の口店 - 弘前市大字樋の口2丁目8-8
- 八食店 - 八戸市大字長苗代字狐田5-1
- 八戸新井田店 - 八戸市大字新井田字寺沢20番地
- 十和田店 - 十和田市大字三本木字千歳森169番地1
DCMへの屋号変更の際、十和田千歳森店に店舗名を変更。

- 下田店 - 上北郡おいらせ町住吉4丁目50番地33
- むつ店 - むつ市中央1丁目5番地1

#### 秋田県
- 大館店 - 大館市餌釣字前田1番

### かつて存在した店舗
出典:

#### 北海道
- 函館湯川店 - 函館市戸倉町33-10
- 八雲店 - 山越郡八雲町豊河町29-2
- 札幌北光店 - 札幌市東区北27条東8-1-15
- 札幌篠路店 - 札幌市北区篠路3条4-1-1
- 旭川３条店 - 旭川市3条通り18-1459
- 新発寒店 - 札幌市手稲区新発寒4条1-20-1（パワーセンターコムス内）
2016年5月29日閉店[12]。
跡地には2018年3月3日に「スイートデコレーション新はっさむ店」が開店[13]。
- 新道店 - 札幌市東区伏古11条3丁目1-50
2014年1月24日、店内に業務スーパーを開店。 2020年8月2日まで営業した[14]。
2020年11月30日閉店[15]。
跡地には2021年6月16日に「ジョイフルエーケーBUILD-ON新道店」が開店[16]。
- 函館本通店 - 函館市本通4丁目16番8
2020年10月31日に閉店し、元々入っていた業務スーパー本通店に特化した[17]。

#### 青森県
- 青森南店 - 青森市大字古館字大柳75番6
2020年9月30日に閉店し、元々入っていた業務スーパー青森南店に特化した[17]。

## クレジットカード
2019年6月1日からはDCMグループ共通ポイントの『マイボ』ポイント機能のついた『DCMマイボカード』（セディナとの提携クレジットカード）を導入しているが、過去には独自の提携カードを発行していた。
- 「新・サンワドーカード」 - 日専連系列各社との提携（2007年 - 2019年）

（このうち青森県・秋田県の各店舗では日専連ホールディングスより、北海道の店舗ではニッセンレンエスコートより、それぞれ発行していた。クレジットカード有効期限到来後に発行される更新カードはDCMサンワと提携しない日専連カードになる予定。）
- かつてはライフ（現・ライフカード）社と提携してサンワドーカードを2003年4月から発行したが、2007年8月からは日専連系列各社との提携に切り替えられ、その後2009年2月28日をもって旧サンワドーカードのライフ提携を終了[18]。

## 関連会社
- DCMホールディングス株式会社
- DCM株式会社 - DCMサンワほか以下の4社を2021年3月1日に統合した企業。
  - DCMカーマ - DCMダイキ - DCMホーマック - DCMくろがねや